# Dačice
Dačice település Csehországban, a Jindřichův Hradec-i járásban. Dačice Český Rudolec, Hříšice, Cizkrajov, Budíškovice, Dobrohošť, Třebětice, Volfířov, Staré Hobzí, Peč, Kostelní Vydří, Zadní Vydří, Černíč és Mysletice településekkel határos. Lakosainak száma 7228 fő (2024. január 1.).

## Népesség
A település lakosságának változását az alábbi diagram mutatja:
| Lakosok száma | 4656 | 5253 | 5086 | 5080 | 7394 | 7492 | 7472 | 7325 | 7022 | 7228 |
|               | 1869 | 1900 | 1921 | 1961 | 1980 | 2011 | 2016 | 2019 | 2021 | 2024 |